# 54 Aurigae
54 Aurigae, som är stjärnans Flamsteed-beteckning, är en dubbelstjärna i den södra delen av stjärnbilden Kusken. Den har en genomsnittlig kombinerad skenbar magnitud på ca 6,02 och är mycket svagt synlig för blotta ögat där ljusföroreningar ej förekommer. Baserat på parallaxmätning inom Hipparcosuppdraget på ca 3,9 mas, beräknas den befinna sig på ett avstånd på ca 800 ljusår (ca 260 parsek) från solen. Den rör sig bort från solen med en heliocentrisk radialhastighet av ca 19 km/s.

## Egenskaper
Primärstjärnan 54 Aurigae A är en blå till vit jättestjärna av spektralklass B7 III.  Den har en radie som är ca 4 solradier  och utsänder ca 315 gånger mera energi än solen från dess fotosfär vid en effektiv temperatur på ca 11 100 K.
Följeslagaren, 54 Aurigae B, är en stjärna av magnitud 7,82 med en vinkelseparation av 0,80 bågsekunder vid en positionsvinkel på 34° från primärstjärnan år 2008. 54 Aurigae har klassificerats som en förmörkelsevariabel av Algol-typ (EA) med magnitud +6,03 och amplituden 0,02 med perioden 1,8797 dygn. Detta har dock ifrågasatts av Samus (2017) som klassificerat den som en misstänkt variabel stjärna av okänd typ med en uppmätt amplitud på 0,02 i skenbar magnitud.